# 江南厚生病院
愛知県厚生農業協同組合連合会 江南厚生病院（あいちけんこうせいのうぎょうきょうどうくみあいれんごうかい こうなんこうせいびょういん）は、愛知県江南市にある、愛知県厚生農業協同組合連合会（JA愛知厚生連）が運営する病院である。

## 概要
全国厚生農業協同組合連合会の病院の一つである。通称は「江南厚生病院」または「厚生病院」。

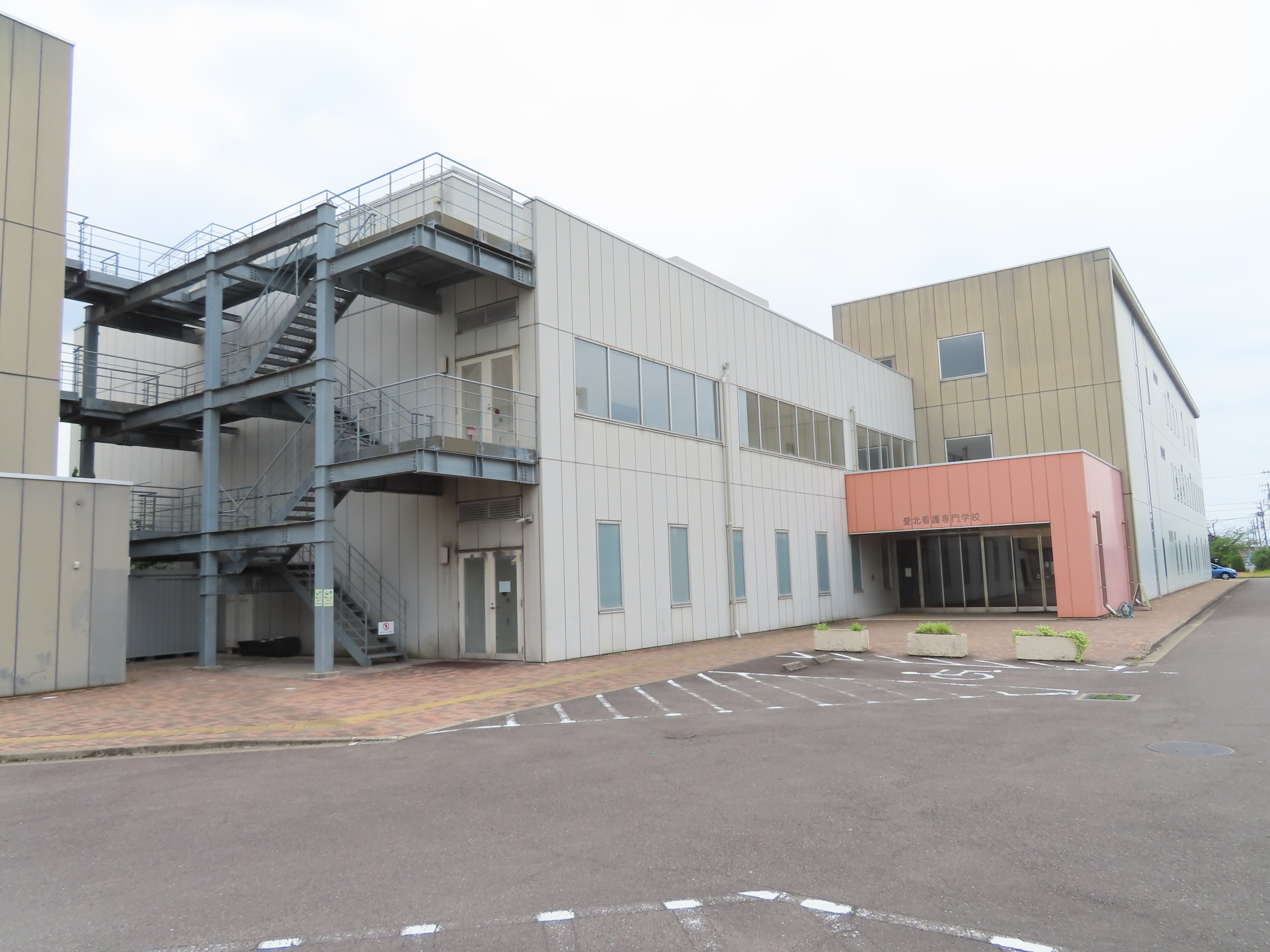
愛北看護専門学校

江南市にあった2つのJA愛知厚生連の病院（昭和病院、愛北病院）の老朽化に伴い、かねてから同じ市内に同程度の規模の厚生連病院が2つ存在するということ（元々隣同士の旧古知野町と旧布袋町が別々に誘致し、その後両町が合併して同じ市になった）が問題となっていたことも有って、両院を統合して2008年（平成20年）5月1日に開院し、5月7日より外来診察を開始した。敷地は旧昭和病院の北約2kmの、サンファイン（元紡績工場）の跡地である。なお、前身の両病院名の石碑が院内の庭に設置されている。
愛知県尾張北部医療圏の北部地域（江南市、丹羽郡大口町・扶桑町、犬山市など）の急性期医療を担う中核病院であり、市民病院の無い同地域において、市民病院的な役割を担う。
病床数は684床。屋上にはヘリポートがあり、救命救急設備の充実が行われている。
2008年（平成20年）4月、愛北病院に併設されていた愛北看護専門学校が、江南厚生病院の開院前に敷地内に移転した。
2015年（平成27年）10月、愛知県により救命救急センターに指定された。

## 診察科
全部で33科ある。
- 内科
- 脳神経内科
- 呼吸器内科
- 消化器内科
- 循環器内科
- 血液・腫瘍内科
- 腎臓内科
- 内分泌・糖尿病内科
- 内科（緩和ケア科）
- 精神科
- 小児科
- 外科
- 消化器外科
- 乳腺・内分泌外科
- 呼吸器外科
- 心臓血管外科
- 整形外科
- リウマチ科
- 脳神経外科
- 皮膚科
- 泌尿器科
- 産婦人科
- 眼科
- 耳鼻咽喉科
- リハビリテーション科
- 放射線科
- 病理診断科
- 臨床検査科
- 救急科
- 歯科口腔外科
- 麻酔科

## 交通アクセス
名鉄犬山線 布袋駅または江南駅より名鉄バス：江南・病院線「江南厚生病院」バス停（終点）下車、徒歩ですぐ（布袋駅前発着のバスは、江南駅前経由で運行）。
江南駅発着の江南団地、アピタ江南西店（ヴィアモール）経由、またはすいとぴあ江南発（江南駅行き）の当病院への名鉄バス路線もある。